# Сорокин, Александр (бегун)
Александр Сорокин (Александрас Сорокинас; (лит. Aleksandras Sorokinas); род. 30 сентября 1981, Литовская ССР) — литовский бегун на сверхмарафонские дистанции, чемпион и рекордсмен мира, победитель Спартатлона, один из лучших спортсменов Литвы 2015 года

## Биография
Александр Сорокин родился 30 сентября 1981 года в Литовской ССР. Отец был тренером по гребле на байдарках и каноэ. Занимался греблей и Александр. Получив травму в 2005 году, он прекратил занятия спортом.
К 2012 году Александр весил 100 килограмм. Найдя случайно приглашение на полумарафон, он почти без подготовки принял в нём участие. Через 50 дней пробежал свои первые 100 км. Так он начал свою карьеру в сверхмарафоне.
В 2015 году занял 10-е место на чемпионате мира по бегу на 100 км в Винсхотене (Нидерланды). Дистанцию он преодолел за 6:50.34 и улучшил рекорд Литвы.
В 2016 году выиграл 24-часовой забег в Греции и улучшил рекорд Литвы, показав 260,491 км.
В 2017 году стал 35-м победителем Спартатлона. В нём приняли участие 369 бегунов из 50 стран мира. Он прошёл трассу за 22:07.22.
Весной 2018 года Сорокин занял третье место на чемпионате Европы по суточному бегу в Тимишоаре (Румыния). Первую половину он прошёл очень быстро, но на второй сильно сбавил скорость. Осенью того же года он снова был третьим, в этот раз на 100 км пробеге по приглашению на озере Цзышань в КНР.
Чемпион мира в суточном беге 2019 года во французском Альби. За 17 месяцев он прибавил 18 км к своему результату. Новый рекорд чемпионатов мира — 278,972.
Из-за пандемии COVID-19 в эти годы ИАЮ отменила все международные чемпионаты. Казино, в котором работал Сорокин, закрылось, и он смог больше времени уделять бегу.
24 апреля 2021 года на Centurion Track в Бедфорде (Великобритания) Сорокин прошёл 100 миль за 11:14.56 и превысил рекорд мира 2019 года Цаха Биттера из США. После этого он продолжил бег. 12 часов — 170 км 309 м, ещё один мировой рекорд.
28 августа 2021 года в Пабьянице на открытом чемпионате Польши со старта и до финиша Александр Сорокин и украинский бегун Андрий Ткачук бежали с высокой скоростью. На половине у них 157,021 и 155,295 км (рекорд Украины); 100 миль — 12:21.06 и 12:32.33 (ещё один украинский рекорд). Занявший третье место новый чемпион Польши Анджей Пиотровский установил национальный рекорд — 272,606 км и остался далеко позади. На финише у Ткачука 295,363 — рекорд Украины. Лучше бежал только Курос в 1997 году. Сорокин показал 309,399. Рекорд Куроса не дожил месяц до 24 лет.
6 января 2022 года в Израиле в забеге Спартанион Сорокин побил два мировых рекорда. На трассе длиной 1460 м за 12 часов он пробежал 177,410 км (121 круг). Сорокин также улучшил свой мировой рекорд в беге на 100 миль. Первым в мире он преодолел его быстрее 11 часов — за 10:51.39.
23 апреля 2022 года на Centurion Track в Бедфорде (Великобритания) Сорокин пробежал 100 км за 6:05.41 и превысил рекорд мира 2018 года японца Нао Кадзами. Также были установлены мировой рекорд в 6-часовом беге 98 496 метров, мировой рекорд среди ветеранов на 50 миль в категории M40 — 4:53:41 и побит национальный рекорд Литвы в беге на 50 км — 3:01.51.

## Результаты

### Высшие мировые достижения
| Дистанция      | Результат | Место                         | Дата         | Видео |
| -------------- | --------- | ----------------------------- | ------------ | ----- |
| 100 км         | 6:05.41   | Бедфорд (Centurion Track 100) | 23.4.2022    |       |
| 100 миль       | 11:14.56  | Бедфорд (Centurion Track 100) | 24.4.2021    |       |
| 100 миль       | 10:51.39  | Тель-Авив (Спартанион)        | 6.1.2022     | Видео |
| 6-часовой бег  | 98,496    | Бедфорд (Centurion Track 100) | 24.4.2021    |       |
| 12-часовой бег | 170,309   | Бедфорд (Centurion Track 100) | 24.4.2021    |       |
| 12-часовой бег | 177,410   | Тель-Авив (Спартанион)        | 6.1.2022     | Видео |
| Суточный бег   | 309,399   | Пабьянице                     | 28/29.8.2021 |       |